# Amazona finschi
El loro corona lila o loro de Finsch (Amazona finschi) es una especie de ave psitaciforme de la familia Psittacidae. Es un loro mediano de 33 cm de largo, se caracteriza por un plumaje verde, una frente granate y una corona y cuello azul violeta.
El nombre científico de esta ave conmemora al naturalista y explorador alemán Otto Finsch.
En 2006, BirdLife International clasificó a esta especie como especie vulnerable. En 2014, la Lista Roja de la UICN la catalogó como especie en peligro de extinción.

## Distribución
El rango endémico del loro corona lila se extiende a lo largo de la costa del Pacífico mexicano, comenzando en el sureste de Sonora y el suroeste de Chihuahua hasta el sur de Oaxaca. En Sinaloa y el norte de Nayarit el rango geográfico del loro corona lila está por encima de los 375 metros de altura y no alcanza el nivel del mar hasta el sur de Nayarit, donde permanece así por Jalisco y Oaxaca.
Una población cada vez mayor de aproximadamente 100 individuos se encuentra en el sur de California. Este aumento también podría atribuirse a una fuente de medición de la población más confiable que en años anteriores. Estas poblaciones a menudo se encuentran en áreas residenciales y ocasionalmente en grupos de anidación con loros tamaulipecos en bosques nativos de coníferas o plantas cautivas no nativas. 

## Reproducción
Su temporada reproductiva se desarrolla de febrero a junio. Al igual que otros loros, tienden a anidar en las cavidades naturales de los árboles en los bosques secos. Las hembras ponen de 1 a 4 huevos, que incuban durante 28 días. 

## Amenazas
Las principales amenazas del loro corona lila son la deforestación, los incendios forestales, la construcción de poblados y el contrabando ilegal para su venta como mascota. Es por ello que te suplicamos que no compres loros de manera ilegal, así podrás salvar de la extinción al loro corona lila.